# Battaglia di Santa Lucia
La battaglia di Santa Lucia è un episodio della prima guerra d'indipendenza italiana. Ebbe luogo il 6 maggio 1848 quando Il re di Sardegna Carlo Alberto mosse contro Verona, importante fortezza austriaca facente parte del Regno Lombardo-Veneto.
Nonostante la superiorità numerica l'Armata sarda non riuscì a conquistare tutte le posizioni che avrebbero potuto consentirle di cingere d'assedio la città. Ciò per la perfetta organizzazione delle truppe austriache comandate dal generale Josef Radetzky che sfruttarono le asperità del terreno a difesa delle loro posizioni. I piemontesi riuscirono a conquistare solo uno dei tre capisaldi austriaci e al termine della giornata, mancando pure la sollevazione della cittadinanza veronese, furono costretti a ripiegare. Dopo tale successo gli austriaci ripresero l'iniziativa che non abbandonarono più per tutto il corso della campagna militare.
Terzo importante scontro della guerra (dopo quello del Ponte di Goito e quello di Pastrengo), fu anche il più sanguinoso dei tre e coincise con la prima sconfitta piemontese. Alla battaglia di Santa Lucia parteciparono sia il duca di Savoia, il futuro re Vittorio Emanuele II, sia il diciassettenne arciduca d’Austria, futuro imperatore Francesco Giuseppe, che in quella occasione ebbe il proprio battesimo del fuoco.

## Dalle Cinque Giornate a Santa Lucia
Dopo le cinque giornate di Milano e la dichiarazione di guerra all’Austria del 23 marzo 1848, Carlo Alberto attraversò con cautela la Lombardia dalla quale gli austriaci si erano ritirati. La prima vera opposizione i piemontesi la trovarono presso Goito sul fiume Mincio, dopo il quale iniziava la zona del Quadrilatero.
Qui i piemontesi, nella battaglia del ponte di Goito dell’8 aprile, sconfissero gli austriaci che si ritirarono sulla linea dell'Adige. Il fiume, scorrendo da nord a sud, oltre a difendere la città fortificata di Verona, costituiva con la sua valle una via di comunicazione con l’Austria. I piemontesi, tuttavia, non sfruttarono l’occasione e invece di inseguire rapidamente gli austriaci si limitarono a cominciare l’assedio di Peschiera che era rimasta quasi isolata a ovest. Solo il 30 aprile l’esercito di Carlo Alberto riuscì ad organizzarsi e a sferrare, con la battaglia di Pastrengo, un attacco con il quale riuscì a portare la propria ala sinistra (procedendo da ovest verso est, l’ala nord) fino all’Adige.
Ora Carlo Alberto avrebbe voluto ricacciare l’esercito del generale Radetzky dentro le mura di Verona sloggiandolo dalle posizioni antistanti la città. Sarebbe stata un’azione dimostrativa che aveva anche uno scopo di politica interna: stavano infatti per aprirsi i lavori della Camera dei deputati nata dalla promulgazione dello Statuto, e il Re voleva approfittarne per annunciare una brillante vittoria.

## I piani e le forze piemontesi

### Il piano iniziale

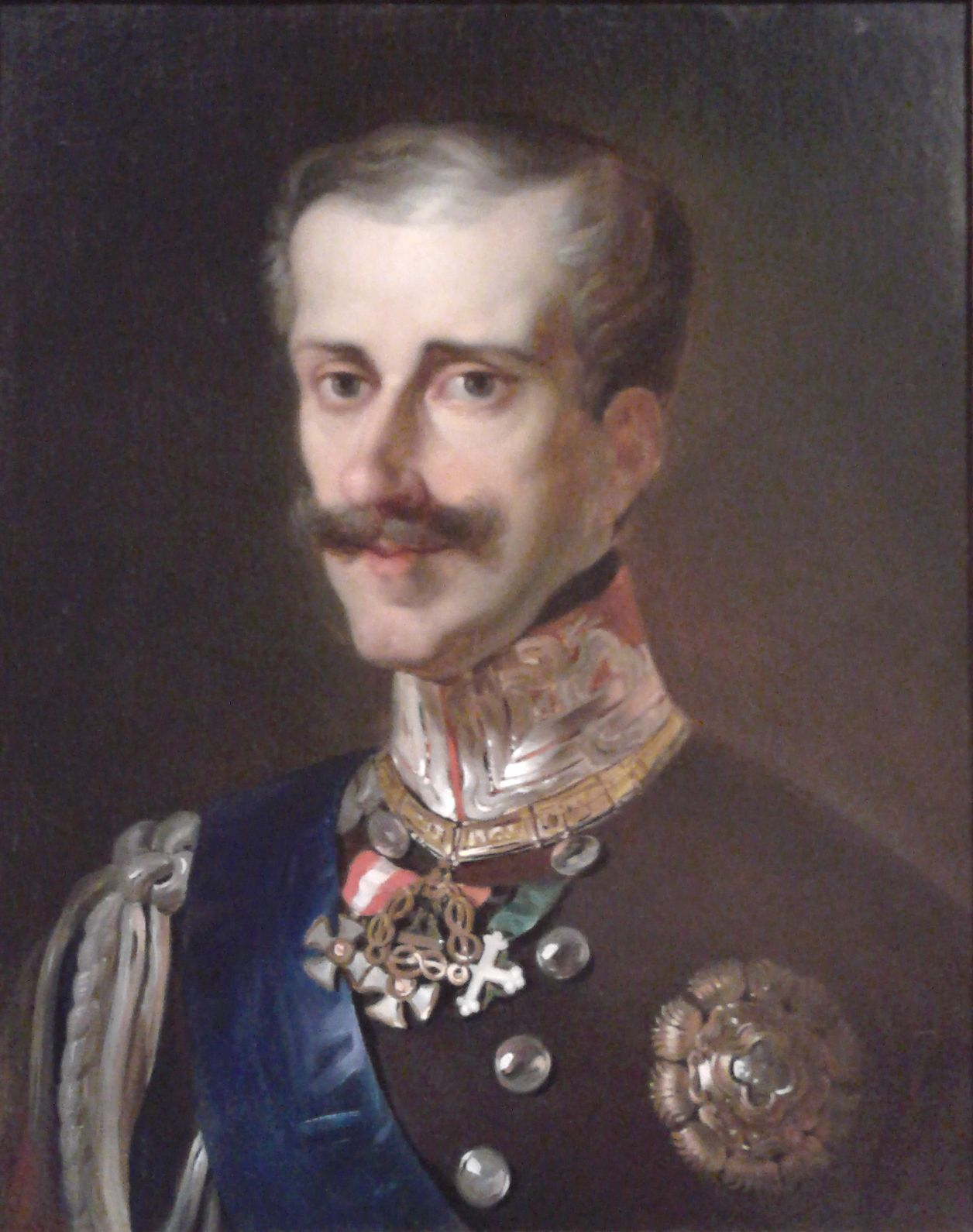
Il re di Sardegna Carlo Alberto avrebbe voluto annunciare la vittoria per la prima apertura della Camera dei deputati.

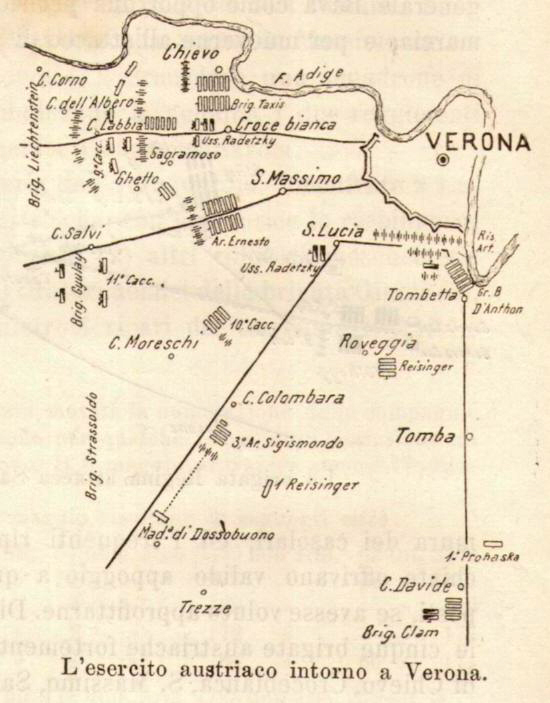
La zona e le forze austriache presso Verona prima della battaglia.

Il 3 maggio 1848 re Carlo Alberto rivelò al suo comandante in capo dell’esercito, il generale Eusebio Bava, che si stava segretamente contattando la cittadinanza di Verona affinché potesse insorgere all’assalto dei soldati piemontesi e che probabilmente a quel punto gli austriaci sarebbero usciti dalla città. Il Re invitò quindi il generale a fornirgli un piano d’operazioni che servisse a tale scopo.
Il giorno dopo, Bava fece avere al Re un progetto di “ricognizione offensiva” contro Verona. In questo progetto l’attacco doveva essere condotto dalle due divisioni del 1º Corpo dell’esercito comandato direttamente da Bava, con la Divisione di riserva pronta a intervenire. Il generale supponeva che il nemico avrebbe opposto alle sue divisioni una debole difesa sul fronte avanzato di cui sopra e poi si sarebbe ritirato su Verona. Tale azione, ottenendo lo scopo di prendere possesso delle alture tra Chievo, Croce Bianca (dove sarà costruito il Forte Croce Bianca), San Massimo e Santa Lucia, avrebbe respinto gli austriaci della linea avanzata e consentito ai piemontesi di studiare da presso la reale consistenza della piazzaforte di Verona. Nell'eventualità però che Radetzky fosse venuto allo scontro in campo aperto e che i veronesi fossero insorti, lo scenario sarebbe cambiato e sarebbe stata utilizzata, per sfruttare al massimo ogni eventualità, la Divisione di riserva.

### Il piano definitivo e le forze coinvolte

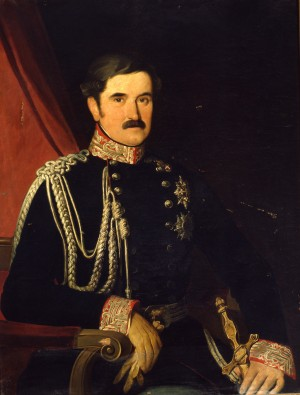
Eusebio Bava, comandante del 1º Corpo d'armata dell'esercito piemontese.

Carlo Alberto sottopose il piano al ministro della Guerra, il generale Antonio Franzini, il quale lo modificò rapidamente e il 5 maggio ne presentò la nuova versione che prevedeva l'inizio delle manovre per la mattina del giorno seguente. L’impostazione di Bava della ricognizione con lo scopo di «presentare battaglia alle forze nemiche» rimaneva, ma sarebbero state impegnate oltre alle divisioni menzionate, anche la 3ª del 2º Corpo. Quindi non tre ma quattro delle cinque divisioni dell’esercito piemontese. Tuttavia si sarebbe trattato di una ricognizione più cauta di quanto previsto da Bava: una volta occupate le alture il movimento in avanti avrebbe avuto termine, con l'aspettativa che il nemico dentro le mura non sarebbe uscito e che la popolazione di Verona non sarebbe insorta.
Complessivamente le forze piemontesi ammassate presso Santa Lucia risulteranno composte da 35 battaglioni con vari squadroni di cavalleria e 40 cannoni, anche se non tutte queste forze saranno impegnate. Considerando che l’esercito piemontese contava 800 uomini per battaglione si arrivava alla cifra di 28 000 fanti e altri 5 000 uomini delle altre specialità.
Le unità piemontesi avrebbero mosso aprendosi a semicerchio: quelle alle estremità con un tragitto maggiore da percorrere. Per evitare che l’attacco mancasse di coordinamento era prescritta una sosta nella marcia, su di una linea distante da uno a due chilometri dagli austriaci, di due ore al massimo. Alle 7 del mattino le truppe piemontesi avrebbero lasciato i loro accampamenti, dalle 9 in poi avrebbero raggiunto il punto di sosta e alle 11 sarebbe iniziato l’assalto. Questo avrebbe dovuto cominciare dal centro, sul villaggio di San Massimo (a ovest di Verona) e poi gradualmente allargarsi a nord verso Croce Bianca e a sud verso Santa Lucia; più a sud est la posizione austriaca di Tomba sarebbe dovuta capitolare per aggiramento. Su San Massimo, quindi, doveva convergere l’attacco principale della 1ª Divisione, comandata dal generale Federico d'Arvillars sostenuta dalla Divisione di riserva comandata da Vittorio Emanuele duca di Savoia, erede di Carlo Alberto. Alla destra della 1ª Divisione, la 2ª di Vittorio Garretti di Ferrere avrebbe dovuto investire Santa Lucia. Alla sinistra della 1ª, la 3ª Divisione di Mario Broglia di Casalborgone avrebbe attaccato gli austriaci a Croce Bianca.

## Le forze austriache

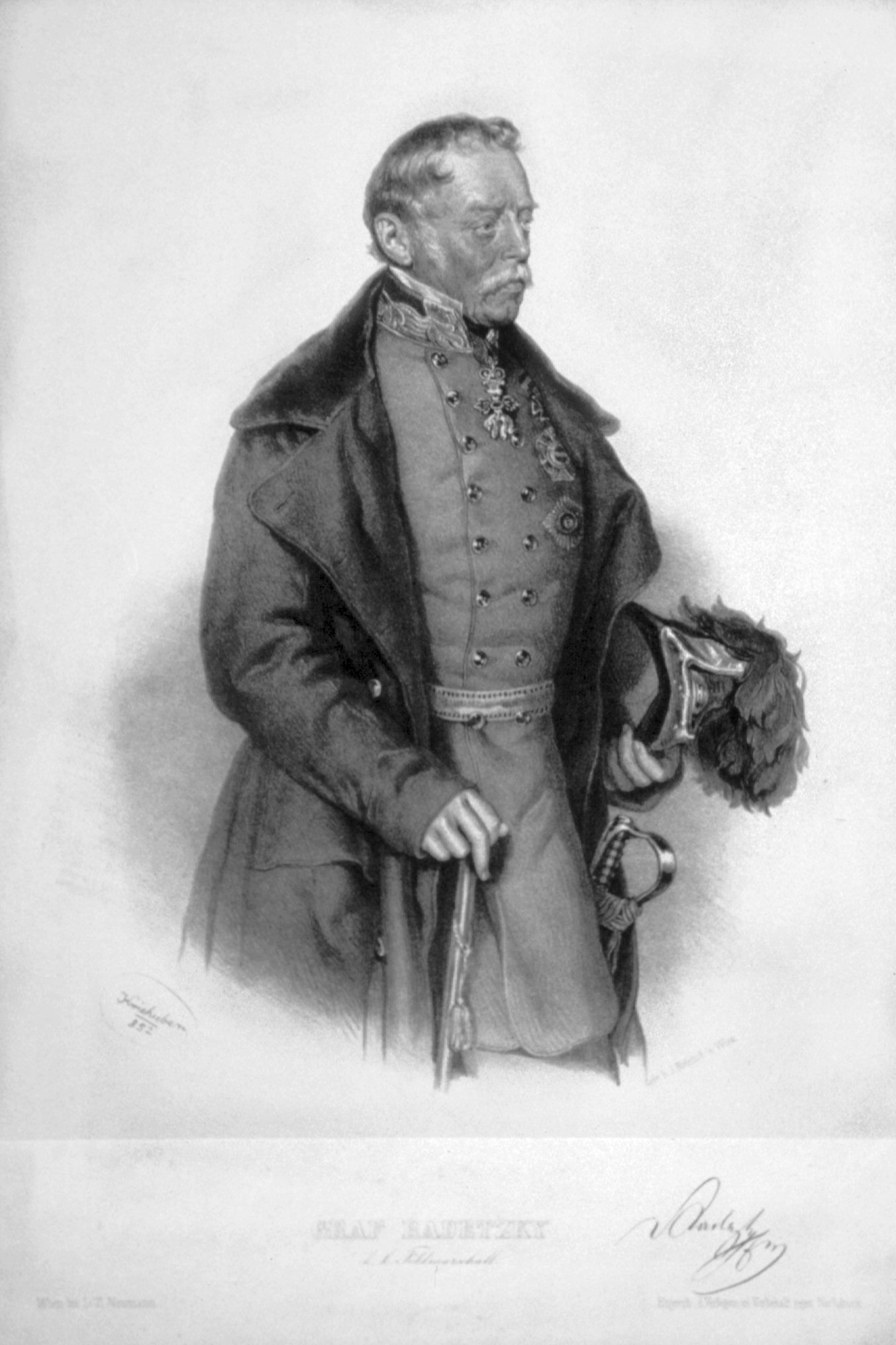
Il capo dell'esercito austriaco Josef Radetzky predispose la linea difensiva che respinse i piemontesi appena fuori da Verona.

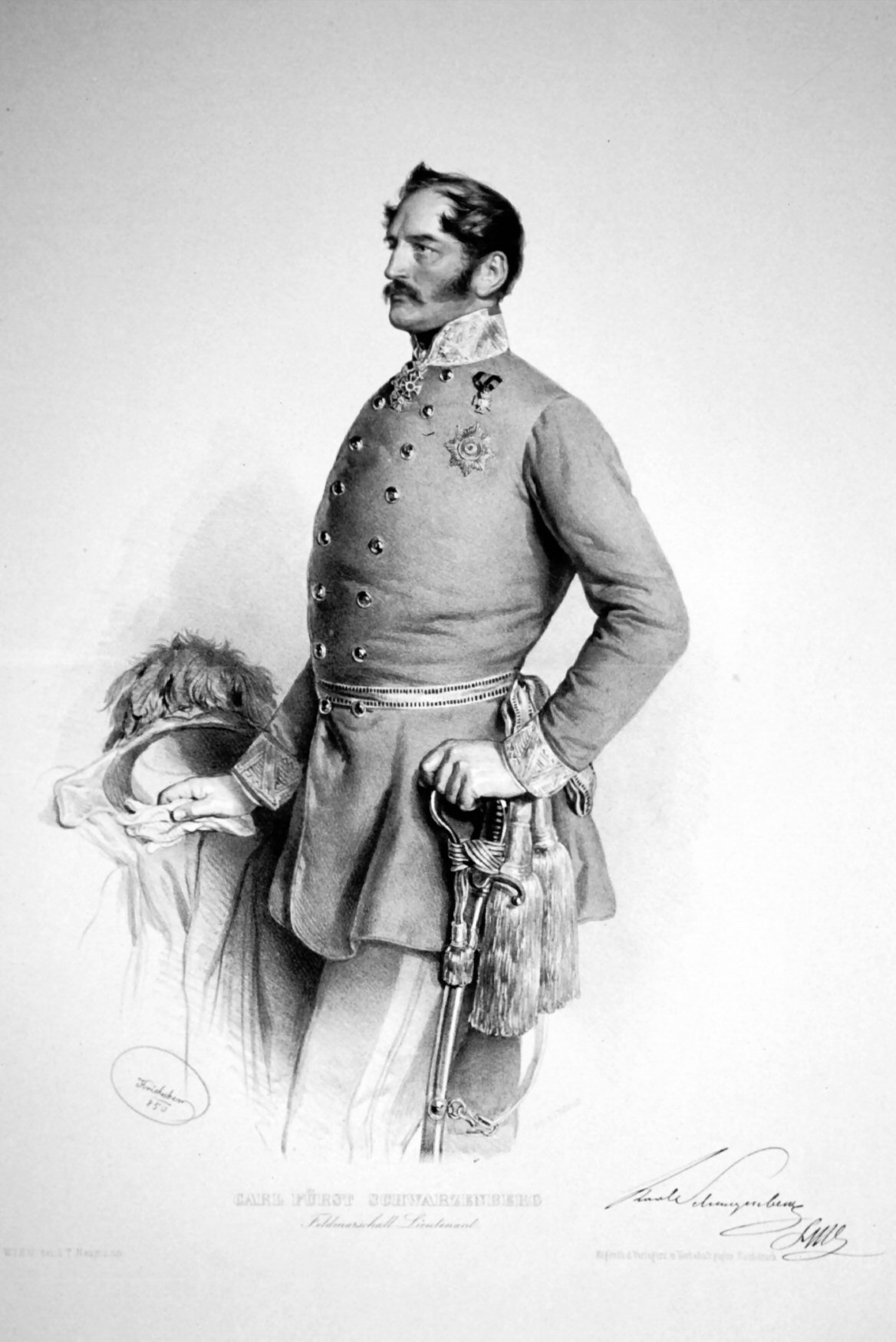
Il generale austriaco Karl Schwarzenberg sulle cui truppe gravò a Santa Lucia la maggiore pressione delle forze piemontesi.

Presso Verona l’esercito austriaco era diviso in tre parti: una sulla sinistra dell’Adige, a salire fino all’altezza di Pastrengo; una seconda davanti Verona, e una terza dentro le mura della città. Tali forze ammontavano a circa 30 000 uomini. Di questi, 12 battaglioni, ovvero circa 15 600 uomini, erano schierati a difesa dei villaggi situati fra le due braccia della grande ansa dell’Adige, in fondo alla quale c’è Verona. Tali villaggi erano stati fortificati con ingegno dagli austriaci, di modo da formare una formidabile linea difensiva con i lati saldati all’Adige.
Presso i villaggi c'era parte del 1º Corpo austriaco, e cioè la divisione del generale Karl Schwarzenberg costituita dalle brigate dei generali Julius Cäsar von Strassoldo e Eduard Clam-Gallas, con 5 600 uomini circa disposti fra Santa Lucia e Tomba; nonché il 2º Corpo del generale Konstantin d'Aspre costituito da tre brigate di fanteria e una di cavalleria disposte fra Chievo, Croce Bianca e San Massimo, con circa 10 000 uomini.

### Il terreno e la linea difensiva
Con soli 12 battaglioni (9 in prima linea e 3 di riserva), meno della metà di quelli piemontesi, la linea difensiva austriaca esterna alla città di Verona diede forse l’illusione ai piemontesi di non essere adeguatamente forte. Nonostante si appoggiasse alle due branche del fiume fuori dalla città, a Chievo e a Tombetta (dove verrà poi costruita la Torre Tombetta), essa era troppo ampia e non aveva una seconda linea. Ciò nonostante la difesa era poderosa: dai punti di forza le artiglierie battevano con efficacia le strade; e il terreno, coperto di alberi e filari di viti, ostacolava particolarmente gli spostamenti; inoltre numerose file di sassi ammonticchiati (le “marogne”) parallele alla linea difensiva si dimostreranno un altro problema per i piemontesi, costretti a scoprirsi completamente nello scavalcarle. Tutte queste difficoltà avrebbero anche reso difficile per gli uomini di Carlo Alberto il piazzamento dell’artiglieria.
La difesa austriaca aveva però un punto di inferiore efficacia alla sua sinistra (cioè verso Santa Lucia), luogo in cui gli impedimenti naturali erano meno forti. Ma né Bava, né Franzini avevano pensato a una manovra importante da questo lato, che avrebbe consentito di aggirare l’intero fronte difensivo. L’assalto principale era invece previsto verso il centro, contro San Massimo, dalle due località di Sona e Sommacampagna.

## L’avanzata piemontese e l’inizio dello scontro

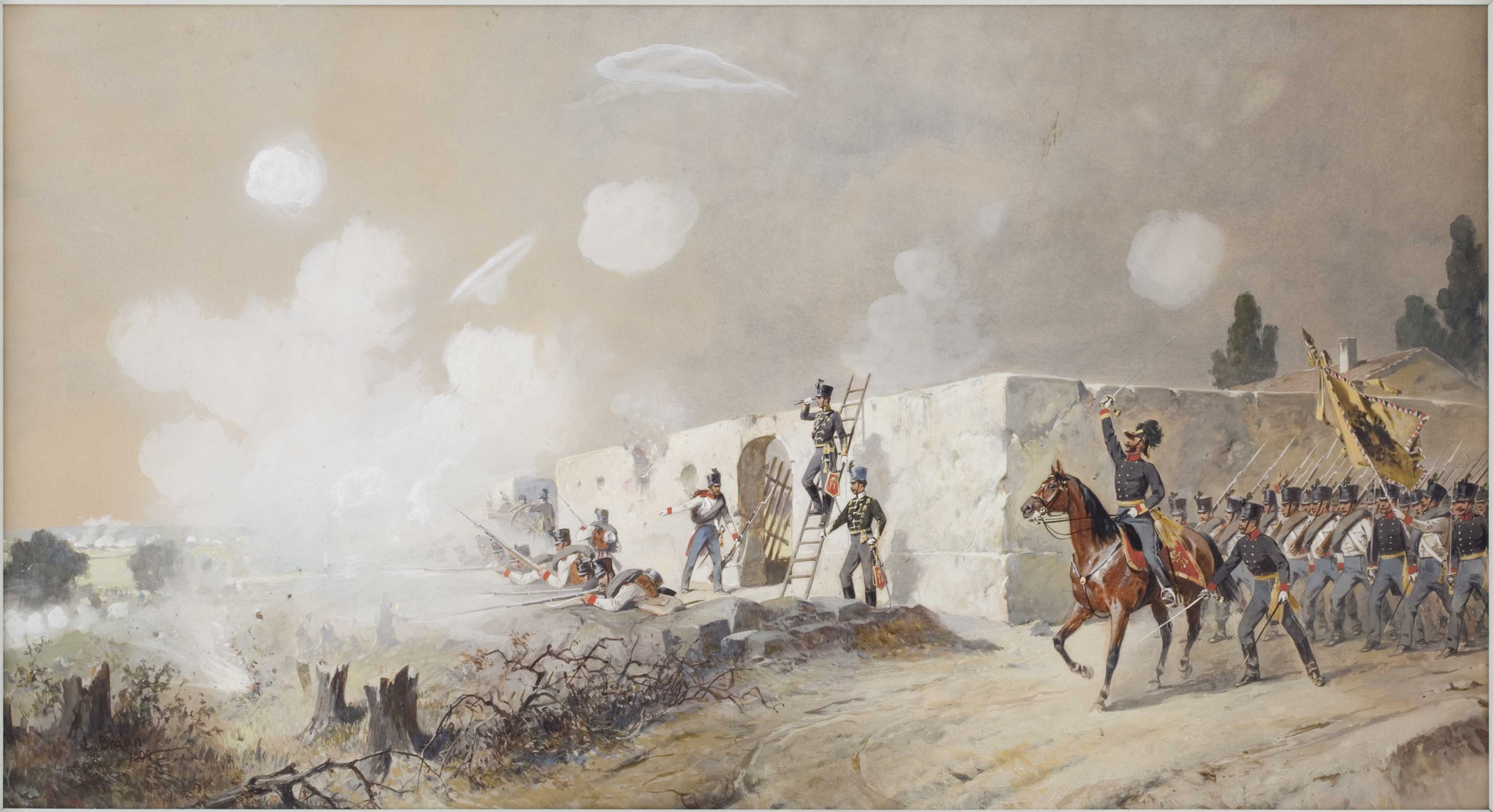
Austriaci in difesa del villaggio di Santa Lucia durante la battaglia. L’ufficiale in osservazione sulla scala è il futuro imperatore Francesco Giuseppe.

A dispetto degli ordini per la pausa menzionata, gli spostamenti delle brigate che costituivano le varie divisioni piemontesi mancò di coordinamento. Come già riportato sopra, l’assalto principale contro la borgata di San Massimo era affidato alla 1ª Divisione del 1º Corpo appoggiata dalla Divisione di riserva. In testa avrebbe marciato la Brigata “Regina” del generale Ardingo Trotti, anticipata da due compagnie di bersaglieri e da uno squadrone di cavalleria. Tali avanguardie si spinsero oltre il punto di sosta e furono subito bersagliate dalla violenta reazione nemica. Si ritirarono quindi con lo scopo di salvaguardare lo schieramento che stava avvenendo del 9º Reggimento della “Regina” e l’arrivo del 10º Reggimento della stessa brigata.
In quel frangente, aiutanti di campo di Bava e Franzini chiesero al comando della “Regina” di effettuare il collegamento a destra con l’altra brigata della 1ª Divisione, l’”Aosta” di Claudio Seyssel d'Aix e Sommariva che si stava battendo, sorprendentemente, davanti Santa Lucia (zona di competenza della 2ª Divisione). Il 10º Reggimento prima e il 9° poi furono fatti quindi piegare verso destra, procedendo con estrema difficoltà nel terreno accidentato e solo alle 12 giunsero in località Fenilone, appena a ovest di Santa Lucia. Era successo che la Brigata “Aosta” che doveva da Sommacampagna procedere verso San Massimo, al bivio di Caselle aveva voltato a destra verso Santa Lucia e non a sinistra. Il generale Bava era con la brigata e, a quanto risulta, fu lui a decidere di deviare a destra. Sicuramente l’ordine di Franzini era poco comprensibile, poiché prima riportava che l’”Aosta” avrebbe dovuto dopo aver raggiunto il punto di sosta schierarsi fino al Fenilone e poi disponeva che le due brigate (la ”Aosta” e la “Regina”) avrebbero dovuto attaccare San Massimo. Fatto sta che in pratica Bava trasferì contro Santa Lucia l’attacco principale e tutta la 1ª Divisione fu chiamata ad appoggiare la 2ª Divisione, anzi ad anticiparla nella manovra di destra.

## La battaglia si sposta a Santa Lucia

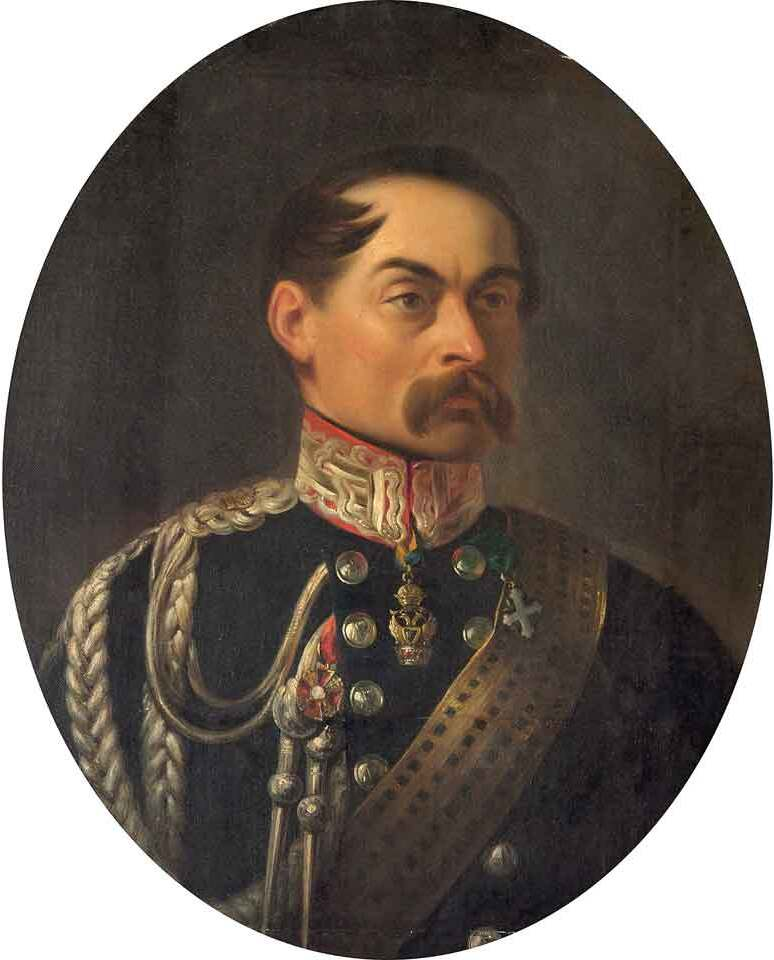
il compito di portare l’attacco principale piemontese fu affidato alla 1ª Divisione del generale Federico d'Arvillars.

I fatti dimostravano che la linea di sosta stabilita dal comando piemontese era troppo vicina al fronte austriaco. La Brigata “Aosta”, infatti, che si dispiegò sulla linea del Fenilone presso Santa Lucia si trovò a 700 metri di distanza dalle posizioni austriache e fu subito fatta segno di un intenso fuoco nemico. La seguiva la Brigata “Guardie” del generale Carlo Biscaretti della Divisione di riserva che, imitando l’”Aosta”, voltò anch’essa a destra al bivio di Caselle. Ormai la battaglia si concentrava su Santa Lucia. Intanto Carlo Alberto e il generale Franzini avevano raggiunto l’”Aosta” che secondo i piani avrebbe dovuto attendere sulla linea di sosta, bersagliata dagli austriaci, fino alle 11, ossia almeno un’ora. Ma il Re si pose rischiosamente in posizione molto avanzata, incurante del pericolo, fra Fenilone e Santa Lucia, per cui Bava si risolse ad attaccare il villaggio.
Contravvenendo al piano, quindi, il generale Bava non si fermò sulla linea di sosta, né si preoccupò di verificare i collegamenti fra l’”Aosta” e le altre unità ai suoi lati. Durante l’avanzata di quest’ultima, a circa 200 metri dalle posizioni austriache il fuoco si fece molto violento e Bava dovette manovrare per schierare i primi battaglioni in linea di tiro. L’operazione riuscì perfettamente e la linea riprese ad avanzare, poi si fermò e iniziò il fuoco di fila contro gli austriaci, ben preparati a difesa.
Riepilogando, difendevano inizialmente Santa Lucia 2 300 austriaci di due battaglioni e due squadroni di cavalleria con 6 cannoni della brigata comandata dal generale Strassoldo. Costui, però, all’avvicinarsi dei piemontesi richiamò un battaglione della brigata del generale Clam-Gallas di riserva alla rotonda di Portanova, a tre chilometri di distanza. Di fronte a loro, come abbiamo visto, c'era la Brigata “Aosta”, comandata dal generale Sommariva, composta da due reggimenti (il 5° e il 6°) e una batteria di 8 cannoni per un totale di circa 5 000 uomini.

### Lo stallo davanti al villaggio
Particolarmente adatto alla difesa si rivelò il cimitero del villaggio che su tre lati era fornito di feritoie. Lo scontro di fucileria continuò senza effetto e anche l’intervento degli 8 pezzi d'artiglieria piemontesi si rivelò insufficiente, contrastato da 6 cannoni austriaci molto meglio piazzati. I feriti piemontesi confluivano intanto al Fenilone, dov’era stata allestito un pronto soccorso, abbastanza sfornito. Lo scontro durò un’ora circa, dalle 10 alle 11. La Brigata “Regina”, richiamata da San Massimo, tardava a giungere, né si vedeva arrivare la 2ª Divisione che aveva avuto sin dall’inizio il compito di attaccare Santa Lucia. Verso le 11, però, giunse la Brigata “Guardie” della Divisione di riserva che venne subito dispiegata a sinistra dell’”Aosta”. Dopo di che il generale Bava condusse personalmente all'attacco due battaglioni delle Guardie riuscendo a occupare località Pellegrina sulla linea difensiva austriaca, ma non si trattò di uno sfondamento e il successo rimase limitato.

## L’attacco piemontese e la conquista di Santa Lucia

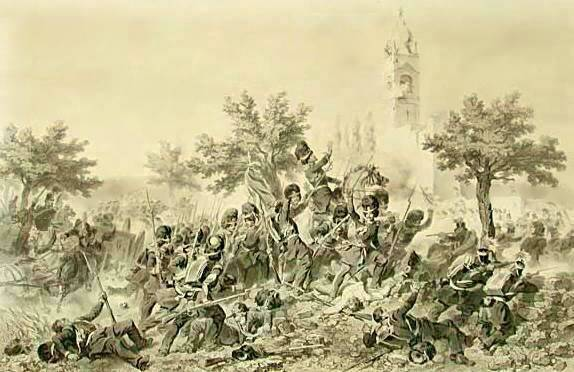
I granatieri piemontesi attaccano in vista del campanile di Santa Lucia.

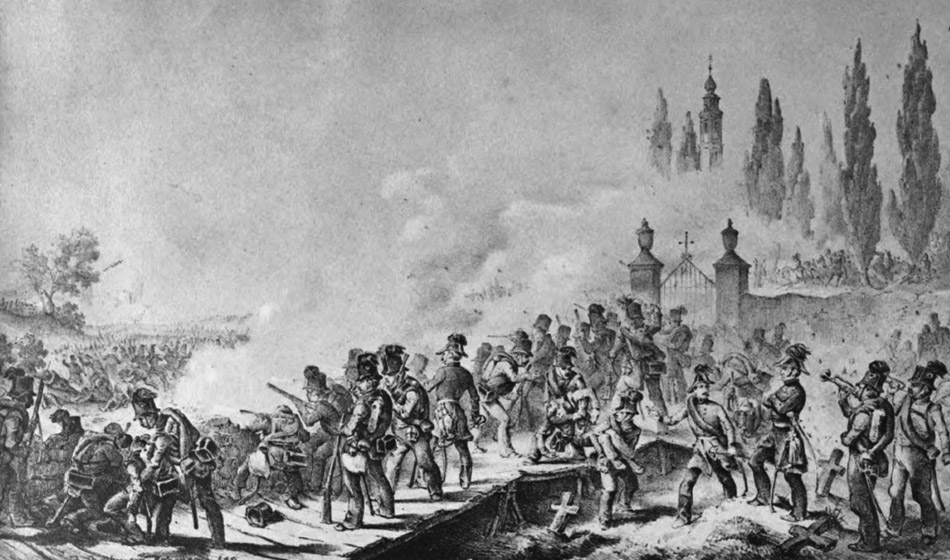
I Cacciatori austriaci (con il caratteristico cilindro piumato) presso il cimitero di Santa Lucia difesi dalle “marogne” di pietre.

Finalmente, verso le 12, cominciarono ad arrivare davanti a Santa Lucia sia i primi elementi della Brigata “Regina”, sia, con oltre un’ora di ritardo, le prime unità della 2ª Divisione, e precisamente l'11º Reggimento, al comando di Alessandro Filippa, della Brigata “Casale”. Il comandante di quest’ultima, il generale Giuseppe Passalacqua di Villavernia, si preparò subito ad assalire la linea austriaca e fra le 12,30 e le 13 venne lanciato l’attacco generale, mentre già dalla Pellegrina gli austriaci si vedevano minacciati di aggiramento. Le brigate “Guardie”, “Aosta” e “Casale” avanzarono in modo irrefrenabile e il 6º Reggimento della “Aosta” al grido di «Viva il Re, viva l’Italia!» assalì alla baionetta il cimitero di Santa Lucia penetrandovi attraverso le brecce create dai cannoni. Qui la lotta con il battaglione di Cacciatori austriaci (Kaiserjäger) che aveva bersagliato al riparo per ore la fanteria piemontese fu cruento ma vittorioso.
Più a sud il generale Passalacqua, alla testa dell’11º Reggimento conquistò la località Colombara e da lì diresse verso il centro del villaggio di Santa Lucia penetrandovi assieme ai soldati della Brigata “Guardie” e della ”Aosta”. Così, la lotta cruenta durata quattro ore, dalle 10 alle 13, ebbe finalmente termine. Gli austriaci a difesa del villaggio furono obbligati ad abbandonare le forti posizioni e si ritirarono a Verona. Di conseguenza alle 13 circa i piemontesi conquistarono Santa Lucia, schierandosi poi lungo il ciglio di fronte a Verona. Carlo Alberto, fra i generali del suo stato maggiore, scrutò la città nella speranza di avvistare un indizio di sommossa anti-austriaca, che non vi fu.

## La sconfitta piemontese a Croce Bianca

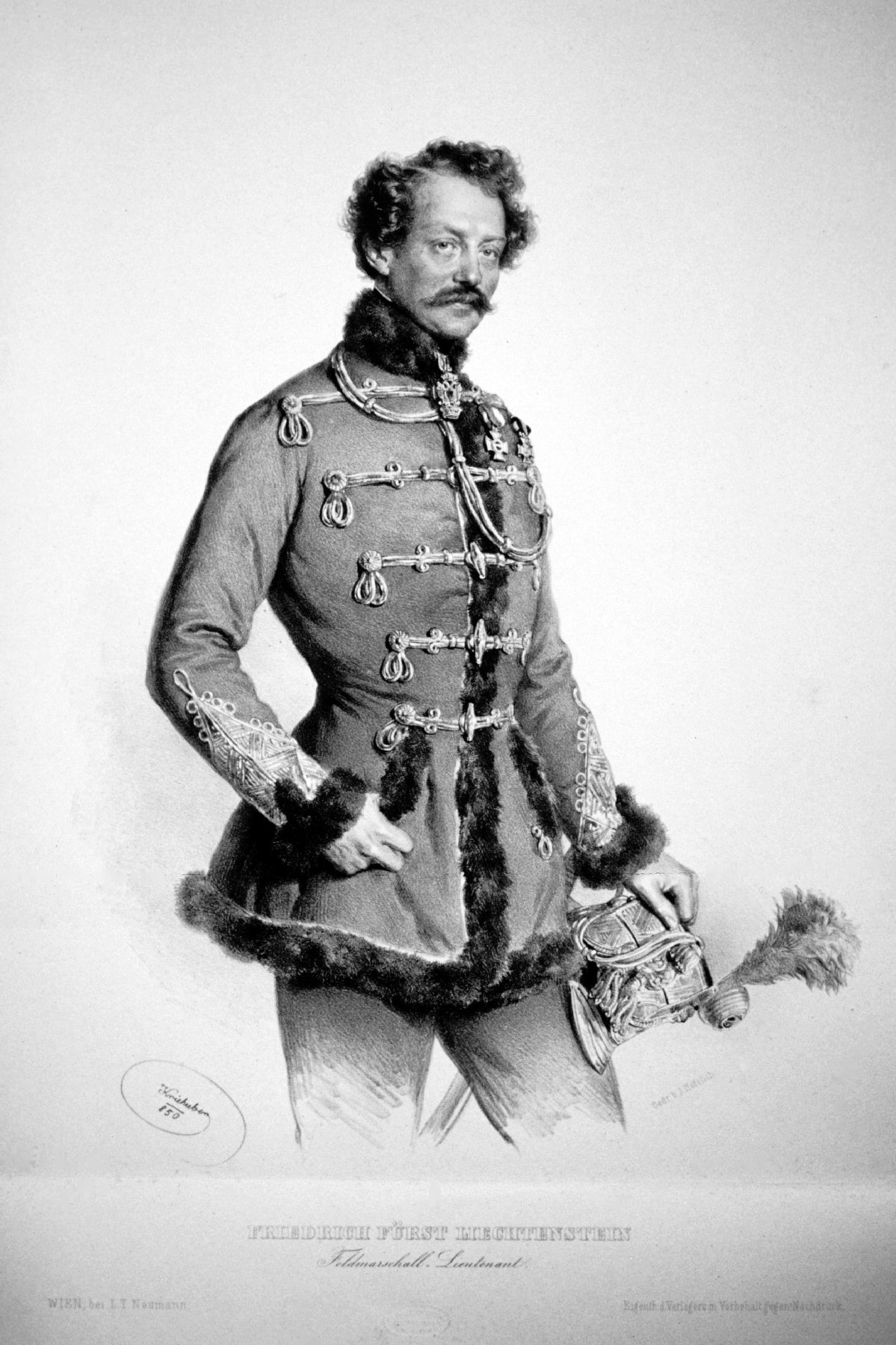
Il generale austriaco Friedrich von Liechtenstein (1807-1885) respinse l’attacco piemontese a Croce Bianca.

Radetzky, intanto, non aveva vere riserve, dato che i 12 battaglioni a Verona dovevano mantenere l’ordine in città ed erano i meno validi. Né disponeva di una seconda linea mentre la prima minacciava di essere aggirata, con la conseguenza del passaggio di Carlo Alberto sulla riva sinistra dell’Adige a Chievo. Ciò avrebbe voluto dire l’interruzione dei collegamenti con il Trentino e l’isolamento della guarnigione di Verona. Ma i piemontesi si fermarono.

### Il terreno e le forze austriache
Quasi contemporaneamente alle azioni su Santa Lucia, sull’altra ala dello schieramento dell’esercito di Carlo Alberto, quella sinistra, si combatteva per il villaggio di Croce Bianca. Qui la Brigata “Savoia” del generale Francesco d'Ussillon della 3ª Divisione raggiunse gli avamposti austriaci verso le 11,30. Il terreno verso Croce Bianca si presentava ai piemontesi prima declinante e poi in leggero pendio fino alla località Cascina Labbia. Già prima di questo punto le linee austriache erano perfettamente disposte dietro i caseggiati, le siepi e le marogne di massi che dominavano quella depressione che doveva essere attraversata dai piemontesi.
Difendevano Croce Bianca gli austriaci del 2º Corpo del generale D’Aspre e più precisamente gli uomini della brigata del generale Friedrich von und zu Liechtenstein (1807-1885). Si trattava di circa 3 000 uomini, con 2 squadroni di cavalleria e 6 cannoni. Ma valendosi della riserva di artiglieria del 2º Corpo, Liechtenstein aveva potuto schierare altri 10 cannoni, con 1 500 fanti a sostegno. Gli altri 1 500 soldati erano pronti a intervenire da Cascina Labbia in caso di necessità.

### Le forze piemontesi e lo scontro
Dal canto suo, il generale piemontese Broglia di Casalborgone, attese che arrivasse sul posto anche l’altra brigata della sua 3ª Divisione, la “Composta” del generale Francesco Conti, disponendola man mano che giungeva alla sinistra della “Savoia”. Terminato lo spiegamento, i battaglioni piemontesi cominciarono ad avanzare in linea fortemente contrastati dal nemico. Un attacco piemontese di fianco fallì e dopo un’ora per la “Savoia” fu necessario tornare momentaneamente indietro per riorganizzarsi. Sulla sua sinistra, intanto, il 16º Reggimento della “Composta” (che comprendeva anche un battaglione di volontari parmensi) avanzando fu fatto segno improvvisamente da una scarica d’artiglieria a mitraglia, che in un solo colpo procurò 33 morti tra le sue file. Attaccavano in sostanza 10 battaglioni piemontesi per circa 7 000 uomini. Una forza poco più che doppia a quella austriaca che era perfettamente schierata a difesa.
La 3ª Divisione si trovava per di più con il fianco destro scoperto perché le truppe piemontesi contro San Massimo avevano deviato verso Santa Lucia. Dopo le 14, quindi, giunse a Carlo Alberto la notizia che il generale Broglia aveva rinunciato alla presa di Croce Bianca. Anche in questo caso come per Santa Lucia non vi era stata nessuna esplorazione precedente, nessun vero servizio di stato maggiore, nessun vero servizio di pronto soccorso. La notizia indusse Carlo Alberto a ordinare il ripiegamento. D’altronde Radetzky non era uscito con i suoi uomini da Verona, né la cittadinanza di questa era insorta come i piemontesi speravano.

## La controffensiva austriaca

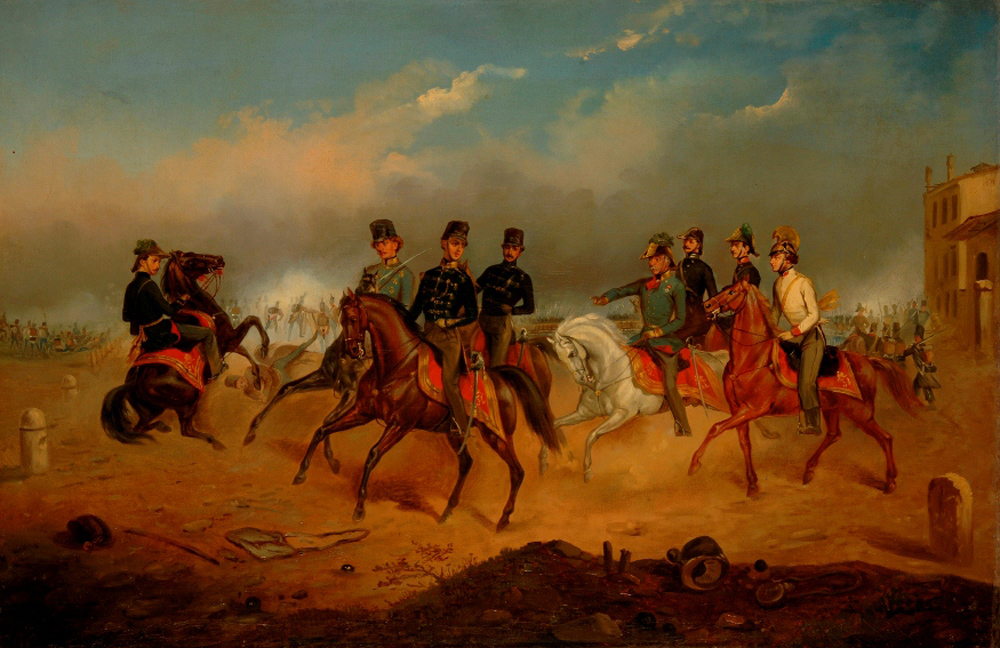
L’arciduca d’Austria Francesco Giuseppe (in primo piano) al suo battesimo del fuoco alla battaglia di Santa Lucia.

Fra le 14,30 e le 15, le truppe piemontesi si disposero a ripiegare. Il disimpegno presso Santa Lucia fu protetto dalla Brigata “Cuneo”, della Divisione di riserva, e a destra dalla Brigata “Acqui” della 2ª Divisione. Proprio in questa fase si ebbe una energica controffensiva austriaca sferrata complessivamente da 7 battaglioni scelti fra quelli meno provati dalla battaglia (circa 7 500 uomini), con una batteria di cannoni e uno squadrone di cavalleria. L’attacco venne respinto da unità delle due brigate piemontesi. Radetzky allora rincalzò l’assalto con forze provenienti dalla guarnigione di Verona che pure erano state in piccola parte sfruttate durante il corso della battaglia. Ma giunti gli austriaci a Santa Lucia, trovarono le prime case sgombre constatando che ovunque le posizioni erano state abbandonate dai piemontesi. Alle 18 la battaglia che era iniziata verso le 9 presso San Massimo, poteva dirsi terminata. Gli austriaci potevano considerarsi i vincitori.

## Le perdite e le conseguenze
Al termine della giornata, i due eserciti avevano subito perdite numerose: quello austriaco 72 morti (di cui 7 ufficiali), 190 feriti (di cui 8 ufficiali) e 87 dispersi o prigionieri; quello piemontese 110 morti (di cui 6 ufficiali) e 776 feriti (di cui 31 ufficiali). Fra gli ufficiali piemontesi caduti vi fu il comandante del 5º Reggimento della Brigata “Aosta”, il colonnello Ottavio Caccia (1794-1848) colpito al petto durante l’attacco a Santa Lucia.
Le conseguenze di questa battaglia per l’esercito piemontese furono gravi. I soldati di Carlo Alberto nell’insieme mostrarono una disciplina e un coraggio notevoli. Tuttavia il piano di battaglia era mediocre e la direzione degli alti gradi riprovevole; soprattutto era mancato, nel corso della battaglia, come a Pastrengo, lo sfruttamento del successo iniziale. D’ora in avanti l’atteggiamento dell’esercito piemontese sarebbe stato di sola attesa, rivolto solo a respingere l'azione degli austriaci. L’iniziativa, tenuta per nove giorni dai piemontesi, dal 28 aprile al 6 maggio, sarebbe ora passata al nemico. L’esercito di Radetzky appariva ormai ripreso dalla crisi di scoraggiamento e proprio i battaglioni composti da soldati del Lombardo-Veneto si erano distinti nella difesa delle posizioni avanti Verona.